# LEGO Star Wars: La ricerca di R2-D2
LEGO Star Wars: La ricerca di R2-D2 (Lego Star Wars: The Quest for R2-D2) è un cortometraggio LEGO del 2009 basato sulla linea tematica di giocattoli LEGO Star Wars, diretto da Peder Pedersen e prodotta dalla LEGO attraverso lo studio d'animazione M2Film e Cartoon Network in collaborazione con Lucasfilm.
È stato realizzato come seguito di LEGO Indiana Jones and the Raiders of the Lost Brick (2008) e presentato in anteprima su Cartoon Network il 27 agosto 2009, "per celebrare i 10 anni di LEGO Star Wars". La storia segue i personaggi della serie del 2008, Star Wars: The Clone Wars. Simile a LEGO Indiana Jones and the Raiders of the Lost Brick, il film include anche diverse battute interne che rendono omaggio alla serie di Guerre stellari, ai film di Indiana Jones e al film L'uomo che fuggì dal futuro di George Lucas.

## Trama
La storia inizia con Anakin Skywalker e R2-D2 su una nave di controllo droide dove hanno completato un'importante missione e tentano di fuggire sul caccia stellare Jedi di Anakin. Ma vengono attaccati dai bombardieri droidi Hyena ed R2-D2 viene lanciato nello spazio. Quando torna al Tempio Jedi a Coruscant, i maestri Jedi lo rimproverano e gli dicono di trovare il droide e i suoi progetti speciali. Nel frattempo, i leader separatisti cercano disperatamente di recuperare il droide e il cancelliere Palpatine ha inviato una squadra speciale di cloni a Hoth per fare lo stesso. Su Tatooine R2-D2 usa un ombrello.
Nel frattempo, Anakin nel suo caccia Y-wing e Ahsoka Tano nel suo caccia stellare Jedi iniziano la loro ricerca attraverso un campo di asteroidi, dove incontrano un Exogorth. Quando cerca di mangiare Anakin, i Jedi pilotano il suo caccia in modo che l'Exogorth si incastri in bocca ad un asteroide. Poi Ahsoka fa esplodere la roccia gigante e scappano mentre l'Exogorth è troppo occupata a tossire. Di ritorno dall'oasi su Tatooine, tre Jawa trovano R2-D2, bloccano i suoi sensori e lo portano al loro sandcrawler. I cloni inviati dal cancelliere hanno iniziato la loro ricerca sul pianeta ghiacciato Hoth. Mentre i loro soldati si divertono al campo a costruire pupazzi di neve che sembrano l'elmo di Dart Fener, costruiscono degli iglù e fanno battaglie di palle di neve, il capitano Rex e il comandante Cody usano uno scanner droide per trovare un centinaio di droidi da battaglia con un droide ragno, un droide carro armato dell'Alleanza Corporativa e un camminatore AT-AT. Scivolano lungo il ghiaccio mentre Cody toglie la luce dallo scanner e Rex usa il suo blaster come una mazza da hockey.
Tornando a Tatooine, i Jawa stanno facendo una vendita e sono impegnati a negoziare con gli Ewok. Si intravede Indiana Jones come un cameo, rovistando in una scatola contenente la testa di C-3PO e la maschera di respirazione di Dart Fener. Stanno vendendo anche Ian Solo in un blocco di carbonite, un Rancor ed R2-D2 collegati a un tubo aspirante. R2-D2 viene acquistato dal Generale Grievous e da due droidi da battaglia e portato su un incrociatore da battaglia della Federazione dei Mercanti con la Morte Nera che tiene un cartello "Base Super Segreta dei Cattivi". Grievous guida il droide lungo il corridoio, ma R2-D2 è in grado di scappare ed inviare un messaggio di aiuto, prima di nascondersi in un ripostiglio.
Nello spazio, Anakin e Ahsoka sono a bordo della Twilight affiancati dallo shuttle d'attacco dei cloni, da un caccia stellare Torrent V-19 e da un caccia stellare ARC-170 quando ricevono il messaggio di R2-D2. Nel frattempo, nell'armadio delle scorte, R2-D2 ha incontrato un droide astromeccanico femmina di colore rosa di nome R2-KT e ne sembra attratto. Fuori dalla base, la Repubblica è uscita dall'iperspazio e si sta svolgendo un'epica battaglia. La Twilight atterra in un hangar e i due Jedi si affrettano verso il loro piccolo amico blu. Anakin viene momentaneamente distratto quando vede un caccia stellare TIE Advanced. Lo ammira con l'ombra di Dart Fener proiettata contro il muro finché non vengono attaccati dai droidi da battaglia. Combattono contro i droidi e continuano.
Grievous ha portato R2-D2 in una stanza dove Darth Tyranus e Asajj Ventress si trovano accanto ad una macchina progettata per sezionare il droide per ottenere i suoi piani. Anakin e Ahsoka arrivano in tempo per salvare R2-D2 e vengono poi raggiunti dal Capitano Rex e dal Comandante Cody. I tre cattivi quindi estraggono le loro spade laser e si preparano per un combattimento. Compaiono quindi Obi-Wan Kenobi e Yoda. Yoda usa la Forza per smontare la piattaforma su cui si trovano, facendo così cadere Dooku, Ventress e Grievous nello spazio e riassembla la piattaforma nel Tantive IV, che usano per sfuggire dalla base che sta esplodendo. Superato il pericolo e con R2-D2 recuperato, il droide proietta un'immagine olografica della Malevolence. Poi proietta un cartello che parla dell'inaugurazione di un nuovo parco divertimenti a tema Guerre stellari, Skywalker World. Il gruppo va allo Skywalker World e gioca a giochi divertenti, tra cui Bumper Landspeeders, Wak-A-Wok, il negozio di souvenir di C-3PO che vende set LEGO, il Jedi Force-O-Meter e il Leias Cotton Candy (lo zucchero filato di Lelia). R2-D2 è in un tunnel su una barca dell'amore con la sua ragazza droide R2-KT, e mentre entrano in un edificio a forma di elmo di Dart Fener, urla il suo famoso lamento astromeccanico, ponendo fine al film.

## Videogioco
Nell'ottobre 2009, la LEGO ha annunciato un videogioco online gratuito collegato a La ricerca di R2-D2 e creato utilizzando il motore Unity. La versione su Lego.com presenta quattro personaggi giocabili (due per iniziare, due sbloccabili) e la possibilità di salvare i progressi del giocatore. Ogni personaggio con cui il giocatore vince riceve un altro quarto di istruzioni per un Incrociatore della LEGO Trade Federation. La versione su starwars.com consente solo l'uso di Anakin Skywalker e non ha una funzione di salvataggio. La versione del gioco sul sito web di LEGO consente anche l'uso di Asajj Ventress. Il giocatore può scegliere di combattere per il lato oscuro o per il lato chiaro della forza (tra Anakin o Asajj).
Il gioco è stato ben accolto, con Jim Squires di GameZebo che lo ha definito "persino migliore degli originali".